# Patrick Baur
Pour les articles homonymes, voir Baur.
Patrick Baur est un joueur de tennis allemand, né le 3 mai 1965 à Radolfzell.

## Palmarès

### Titres en simple messieurs
| No | Date       | Nom et lieu du tournoi     | Catégorie    | Dotation  | Surface    | Finaliste      | Score          |  |
| -- | ---------- | -------------------------- | ------------ | --------- | ---------- | -------------- | -------------- |  |
| 1  | 04-02-1991 | Chevrolet Classic, Guarujá | World Series | 125 000 $ | Dur (ext.) | Fernando Roese | 6-2, 6-3       |  |
| 2  | 15-04-1991 | KAL Cup Korea Open, Séoul  | World Series | 140 000 $ | Dur (ext.) | Jeff Tarango   | 6-4, 1-6, 7-65 |  |

### Titres en double messieurs
| No | Date       | Nom et lieu du tournoi                 | Catégorie | Dotation  | Surface      | Partenaire    | Finalistes                  | Score         |  |
| -- | ---------- | -------------------------------------- | --------- | --------- | ------------ | ------------- | --------------------------- | ------------- |  |
| 1  | 11-07-1988 | Swedish Open Båstad                    |           | 215 000 $ | Terre (ext.) | Udo Riglewski | Stefan Edberg Nicklas Kroon | 6-7, 6-1, 6-4 |  |
| 2  | 16-10-1989 | Tournoi de tennis de Tel Aviv Tel Aviv |           | 100 000 $ | Dur (ext.)   | Jeremy Bates  | Rikard Bergh Per Henricsson | 6-1, 4-6, 6-1 |  |

### Finales en double messieurs
| No | Date       | Nom et lieu du tournoi                 | Catégorie    | Dotation  | Surface         | Vainqueurs                    | Partenaire           | Score    |  |
| -- | ---------- | -------------------------------------- | ------------ | --------- | --------------- | ----------------------------- | -------------------- | -------- |  |
| 1  | 10-10-1988 | Tournoi de tennis de Tel Aviv Tel Aviv |              | 95 000 $  | Dur (ext.)      | Roger Smith Paul Wekesa       | Alexander Mronz      | 6-3, 6-3 |  |
| 2  | 19-10-1992 | Pacific Cup Taïwan                     | World Series | 270 000 $ | Moquette (int.) | John Fitzgerald Sandon Stolle | Christo van Rensburg | 7-6, 6-2 |  |